# والیبال در المپیک تابستانی ۱۹۸۰
والیبال در بازی‌های المپیک تابستانی ۱۹۸۰ نام رویداد ورزش والیبال در بازی‌های المپیک تابستانی بود که در سال ۱۹۸۰ برگزار شد.

## جدول مدال‌ها
| رتبه | کشور        | طلا | نقره | برنز | مجموع |
| ۱    | اتحاد شوروی | ۲   | ۰    | ۰    | ۲     |
| ۲    | بلغارستان   | ۰   | ۱    | ۱    | ۲     |
| ۳    | آلمان شرقی  | ۰   | ۱    | ۰    | ۱     |
| ۴    | رومانی      | ۰   | ۰    | ۱    | ۱     |